# ترمسبوتل
ترمسبوتل (به آلمانی: Tremsbüttel) یک شهر در آلمان است که در شتورمارن واقع شده‌است. ترمسبوتل ۱٬۸۶۷ نفر جمعیت دارد.